# Berbiske sprog
| Tarifit (Riffian) Tamazight (Central Atlas) Tashelhit (Shilha) Tuddungiyya (Zenaga) Tuareg | Tashenwit (Shenwa) Taqbaylit (Kabyle) Tacawit (Shawiya) Tanfusit (Nafusi) Other (Wargla, Mzab, Siwa, etc) |

Berbiske sprog (også kaldt Tamazight / Tamaziɣt) er en gruppe afroasiatiske sprog som tales af berbere blandt store dele af befolkningen i Marokko og Algeriet. Der er en stærk bevægelse blandt berbere for at skabe et standardsprog, tamazight, af de nært beslægtede nordlige berbiske sprog.
Berbiske sprog har været skriftsprog i lang tid; skrifttraditionen er imidlertid blevet afbrudt flere gange af diverse invasioner. Der blev først skrevet med tifinagh-alfabetet, som fortsat bruges af tuaregerne; den ældste daterede inskription er dateret til omkring 200 f.Kr. Senere, mellem omkring 1000 og 1500 blev der skrevet med det arabiske alfabet. Siden det 20. århundrede er der ofte blevet skrevet med det latinske alfabet, specielt blandt kabylerne. En variant af tifinagh blev nyligt officiel i Marokko, mens det latinske alfabet fortsat er officielt i Algeriet, Mali og Niger. Både tifinagh og arabisk bruges imidlertid i Mali og Niger, mens latinsk og arabisk også bruges i Marokko.
Efter uafhængigheden fra kolonimagterne førte alle Maghreb-landene en "arabiseringsproces", med det mål at erstatte kolonisproget fransk som det dominerende sprog i uddannelse og litteratur. Men under denne politik blev berbiske sprog og maghrebarabisk også undertrykt.